# Naser Chalili
Naser Chalili  (pers.  ناصر خلیلی) – irański zapaśnik w stylu klasycznym. Brązowy medalista mistrzostw Azji w 1987, piąty w 1989. Czwarty w Pucharze Świata w 1990. Startował w kategorii 82 kg.